# Куришбаев, Ахылбек Кажигулович
Ахылбек Кажигулович Куришбаев (род. 13 апреля 1961, Алма-Ата, Казахская ССР) — казахский государственный деятель, ученый, министр сельского хозяйства Республики Казахстан, с 13.08.2020 — 13.10.2022 — депутат Сената Парламента Республики Казахстан.. С 22.01.2024 - Президент Национальной академии наук Республики Казахстан 

## Биография
Родился 13 апреля 1961 года в городе Алма-Ата.
В 1983 году с отличием окончил Казахский сельскохозяйственный институт по специальности агрохимия и почвоведение и ему была присвоена квалификация ученого-агронома.
Трудовую деятельность начал в 1983 году в Казахском научно-исследовательском институте земледелия им В.Вильямса. В стенах института он работал до 1997 года, пройдя путь от лаборанта отдела агропочвоведения до заместителя директора.
В 1997 году назначен директором Казахского научно-исследовательского института зернового хозяйства им. А. И. Бараева.
В 2002—2005 годы — Вице-Министр сельского хозяйства Республики Казахстан.
В 2006 году возглавил департамент науки министерства сельского хозяйства Республики Казахстан.
С 2007 года Вице-Министр сельского хозяйства Републики Казахстан.
С апреля 2008 года — Министр сельского хозяйства Республики Казахстан.
В соответствии с действующей Конституцией Республики Казахстан с момента вступления в должность избранного Президента Республики Казахстан прежнее правительство подаёт в отставку, что и произошло 8 апреля 2011 года.
С 18 октября 2011 года по 2020 год — ректор Казахского агротехнического университета (КазАТУ) имени Сакена Сейфуллина.
С 1 ноября 2022 года - Председатель Правления – Ректор НАО «Казахский Национальный Аграрный Исследовательский Университет».
С 22 января 2024 года Распоряжением Главы государства Касым-Жомарта Токаева назначен Президентом Национальной академии наук Республики Казахстан.

## Награды
- Юбилейная медаль «20 лет Астане»
- Юбилейная медаль «10 лет Астане» (01.07.2008)
- Лауреат премии им. А.И. Бараева
- Почётное звание «Қазақстанның еңбек сіңірген қайраткері» (2006)
- Юбилейная медаль «20 лет Независимости Республики Казахстан» (2011)
- Орден «Құрмет» (2012)
- Орден «Парасат» (2018)